# Nunatak (hudební skupina)
Nunatak byla rocková skupina, kterou vytvořili polární badatelé na britské stanici Rothera na Adelaidině ostrově v Antarktidě. Byla založena v roce 2006 a pojmenovala se podle nunataku, skaliska vyčnívajícího nad ledový příkrov. Stylově měla nejblíže k indie rocku. Zúčastnila se koncertu Live Earth 7. července 2007, který se tak uskutečnil na všech kontinentech světa. Vystoupení Nunataku přihlíželo všech sedmnáct pracovníků základny. Skupina zanikla po ukončení výzkumné mise jejích členů, ale v roce 2012 vystoupila na festivalu na ostrově Sanday.

## Složení
- Matt Balmer, zpěv a kytara
- Roger Stilwell, baskytara
- Tris Thorne, housle
- Alison Massey, saxofon
- Rob Webster, bicí